# SN 1954V
SN 1954V – supernowa odkryta 5 września 1954 roku w galaktyce A001312-0735. W momencie odkrycia miała maksymalną jasność 20,00m.